# فروست
فروست (بالإنجليزية: Frost)‏ هو موسيقي أمريكي، ولد في 31 مايو 1963 في إيست لوس أنجيلس في الولايات المتحدة.

## وصلات خارجية
- الموقع الرسمي
- فروست على موقع IMDb (الإنجليزية)
- فروست على موقع ميوزك برينز (الإنجليزية)
- فروست على موقع أول موفي (الإنجليزية)
- فروست على موقع قاعدة بيانات الأفلام السويدية (السويدية)
- فروست على موقع أول ميوزيك (الإنجليزية)
- فروست على موقع ديسكوغز (الإنجليزية)
- فروست على موقع ديسكوغز (الإنجليزية)
- فروست على موقع قاعدة بيانات الفيلم (الإنجليزية)
- فروست على موقع كينوبويسك (الروسية)